# Terre de bruyère
Pour les articles homonymes, voir Bruyère (homonymie).

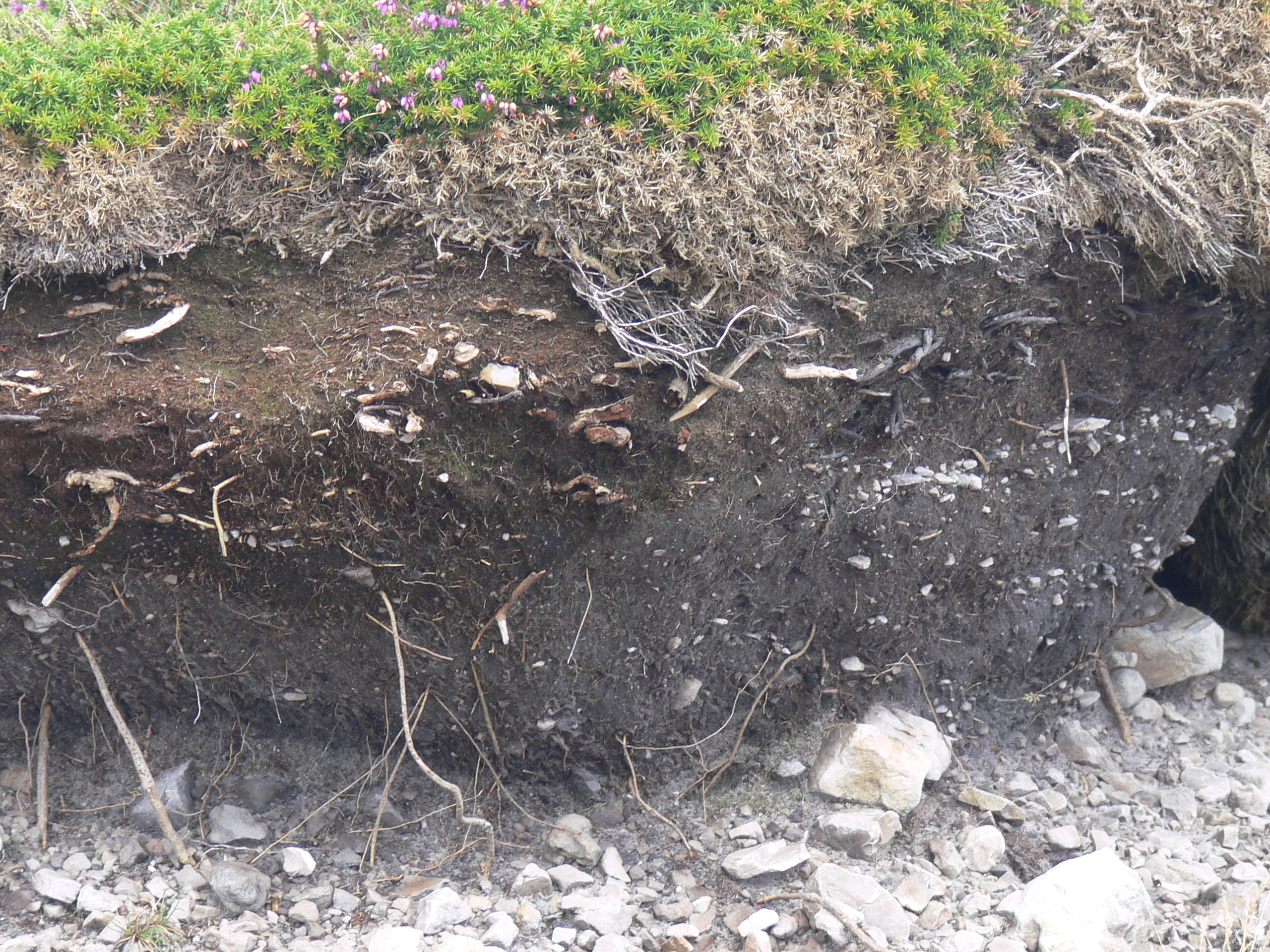
Terre de bruyère au Cap de la chèvre.

La terre de bruyère est une terre issue de l'accumulation de matière organique peu active. Composée de silice, de carbonate de chaux, d'humus (ou de terreau lorsqu'elle est utilisée en culture), elle se forme de la décomposition de végétaux dans un sous-sol siliceux oligotrophe, typiquement la lande à bruyère et ajonc. 
Ses caractéristiques communes sont la forte acidité (pH < 5), la très faible disponibilité en nitrates et phosphates (peu abondant dans le sol, le phosphore et son indisponibilité est alors le principal déterminant de l’oligotrophie), et la présence d'éléments toxiques comme l'aluminium libre (libération d'Al3+ lorsque le pH < 4,5). Seules les plantes, du type bruyère et ajonc, capables de tolérer ces contraintes se développent, allant jusqu'à amplifier le processus en produisant une litière ou un humus brut très acide. Celui-ci provoque en retour une modification du chimisme du sol par podzolisation. La production primaire est faible, et la mauvaise qualité des humus produits freine l'activité microbiologique du sol, renforçant ainsi l'oligotrophie et l'accumulation de la matière organique du sol (terres noires).

## Typologie
La terre de bruyère est un substrat acide, son pH avoisine 4 ou 5 et ne dépasse jamais 6. Elle est très peu calcaire. D'ailleurs les plantes de terre de bruyère vont souffrir de chlorose si l'on ajoute de la cendre calcaire à leur substrat. Le calcaire va réduire la disponibilité du fer, la carence en fer se traduit par le jaunissement des feuilles autour des nervures, synonyme de chlorose. C'est aussi une terre qui contient beaucoup de sables et qui est légère ; elle permet une bonne respiration des racines. À l'inverse elle retient mal l'humidité des précipitations ou des d'arrosages. C'est donc un sol plus enclin aux risques de sécheresse que les terreaux horticoles classiques. La richesse en humus de la terre de bruyère facilite la floraison durable des plantes cultivées sans pour autant nécessiter d'ajouts réguliers de fertilisants.      

## Terre de bruyère et terre dite de bruyère

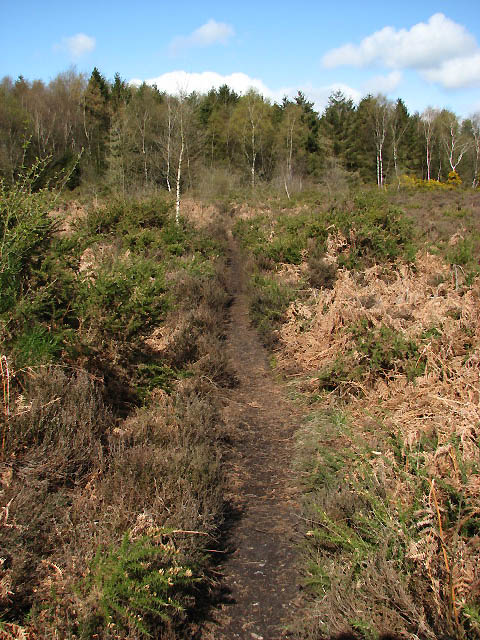
Bruyères et forêts

### Originelle
La vraie terre de bruyère, trouvée dans la nature, est issue de la décomposition de bruyères (tiges, feuilles et racines). On la rencontre là où les bruyères poussent naturellement, comme les sous-bois riches en sable, au pied de résineux, ou bien dans les landes sableuses. Cette véritable terre de bruyère, qui, en France, provient notamment de forêts de Sologne, est rare dans le commerce. 

### Terre dite de bruyère
On trouve le plus souvent de la terre dite de bruyère, c'est-à-dire un substrat qui a des caractéristiques équivalentes à celles de la terre de bruyère originelle. Cette terre présente une composition variable selon les fabricants : sable, tourbe brune, tourbe blonde, écorces de pin broyées (compostées ou non), compost, fibres végétales, terre siliceuse, éventuellement guano, corne broyée, mouillant, engrais ...
Cette terre dite de bruyère va souvent mieux retenir l'eau et donc se dessécher moins vite durant une sécheresse que la vraie terre de bruyère. En revanche la terre dite de bruyère inclut souvent de la tourbe, qui est un matériau peu renouvelable. Les tourbières sont en effet très menacées car la tourbe s'accumule dans les tourbières au rythme de quelques millimètres par an, ce qui est loin de compenser les prélèvements. Il est préférable par conséquent d'éviter l'achat de terreaux qui en contiennent. 

## Plantes de terre de bruyère
Les azalées, rhododendrons, camélias, gaulthérie, skimmia, érables du Japon, myrtilliers, hamamélis, pieris et bruyères sont des plantes acidophiles et calcifuges. Elles requièrent un sol adapté comme l'est la terre de bruyère. Les hortensias seront bleus sur un sol très acide, la terre de bruyère est alors une terre de prédilection. Le substrat de ces plantes peut être complété par un paillage d'écorces de pins, car il a l'avantage de maintenir l'humidité du sol durant les périodes chaudes, tout en l'acidifiant.   

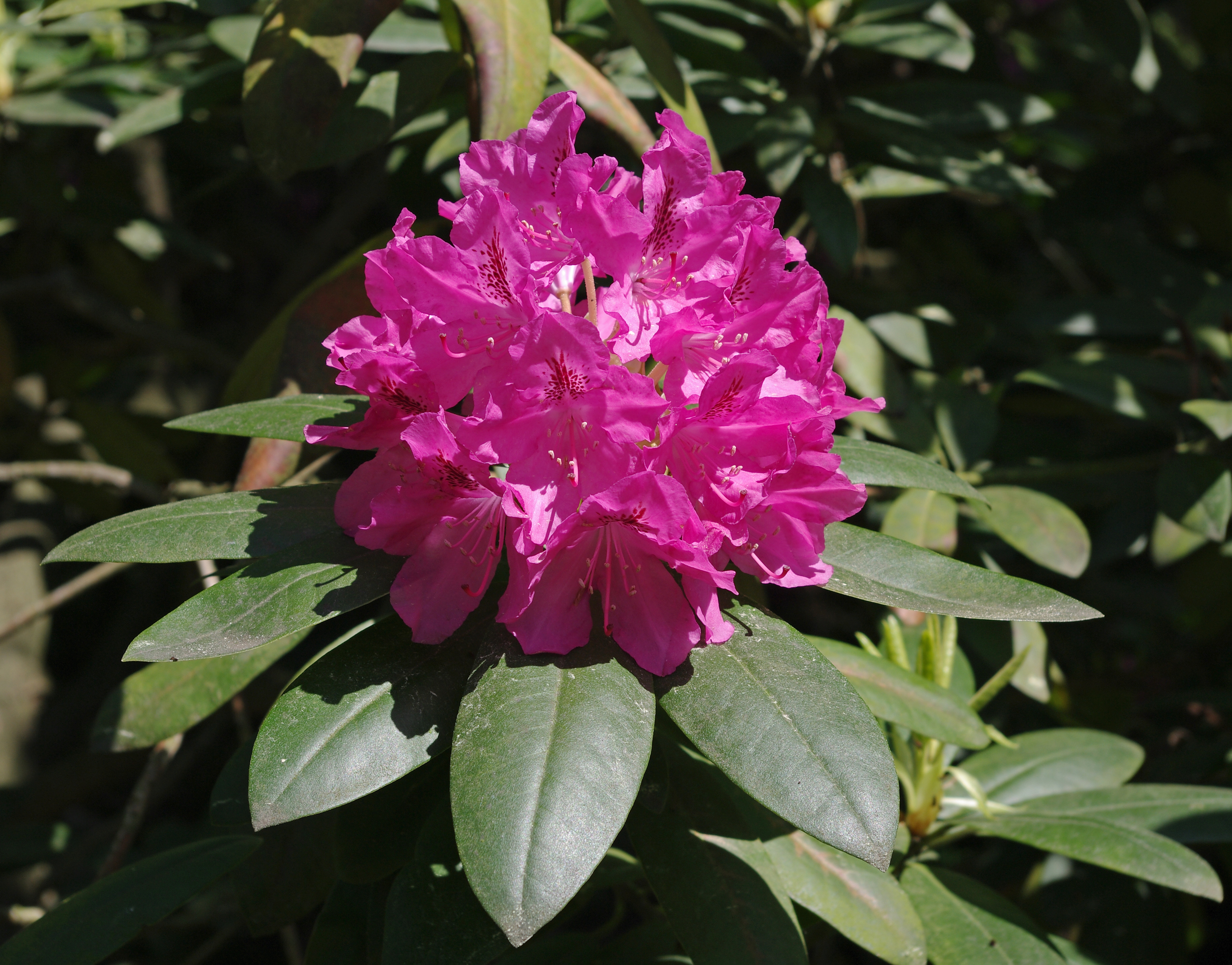
Rhododendron
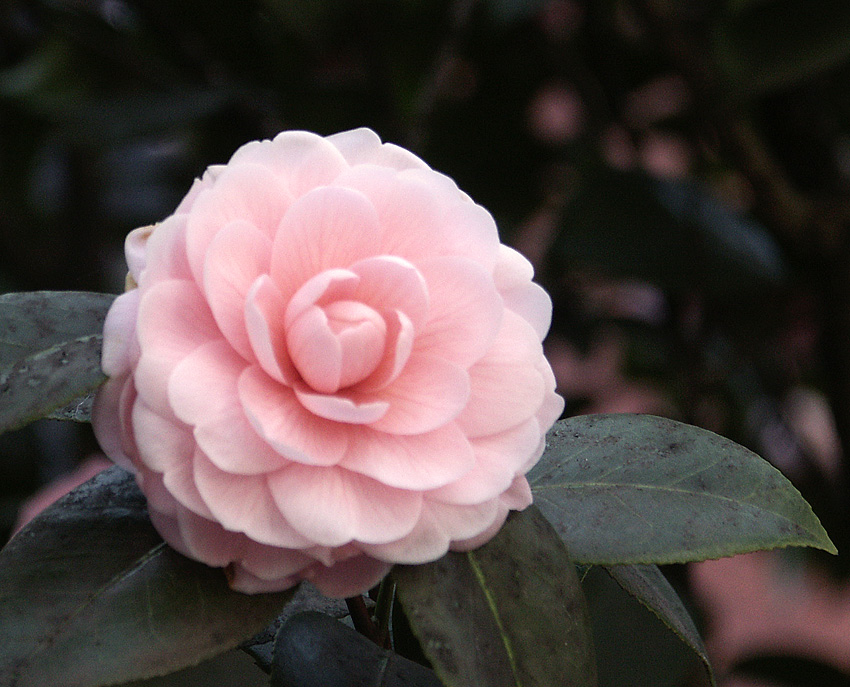
Camélia
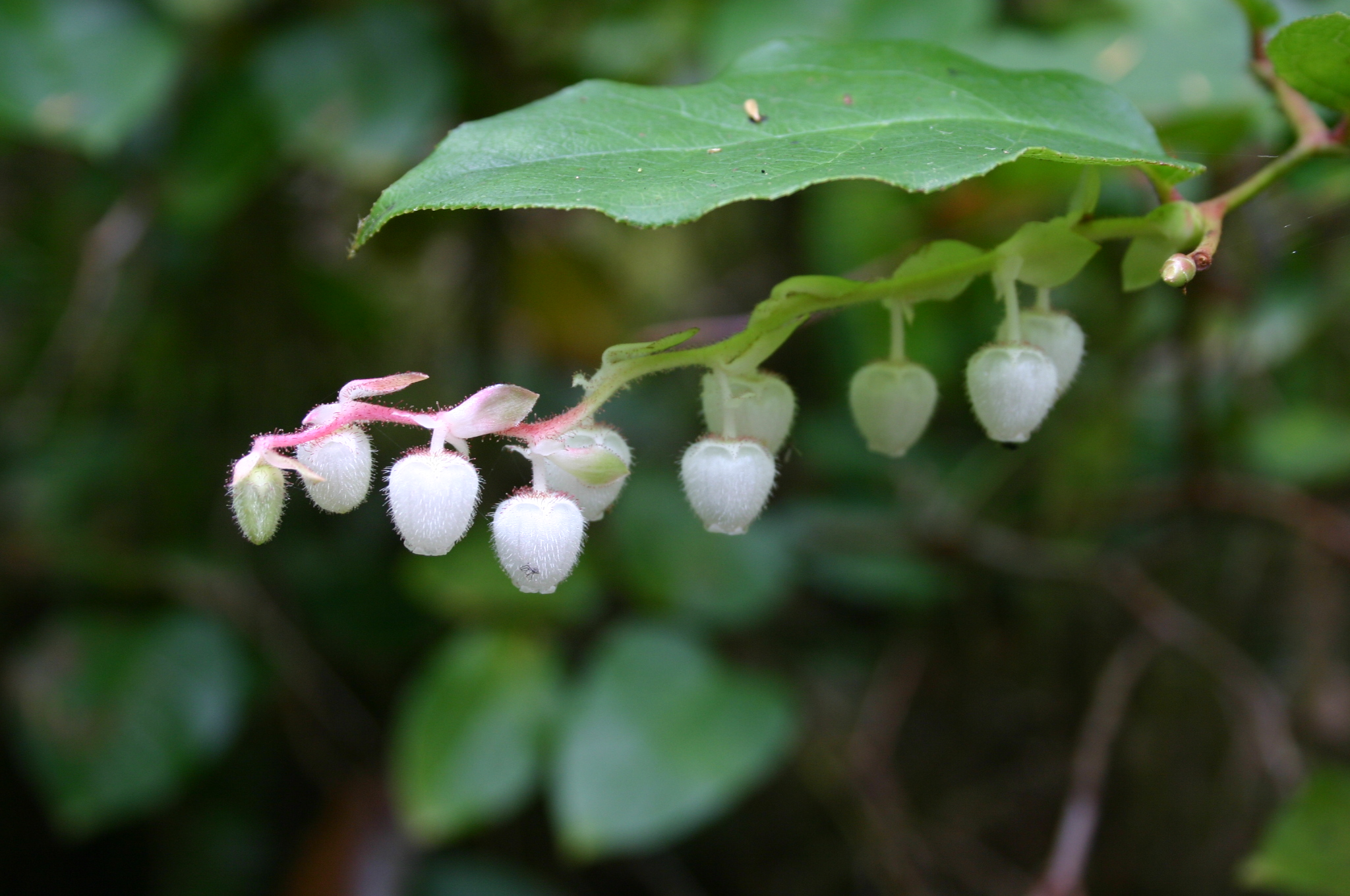
Gaulthérie
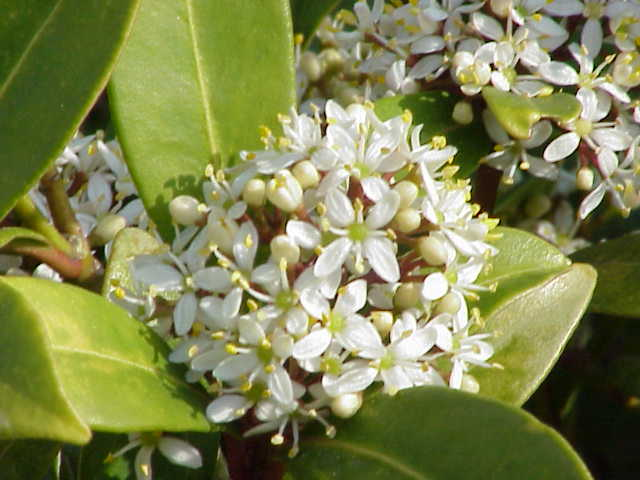
Skimmia
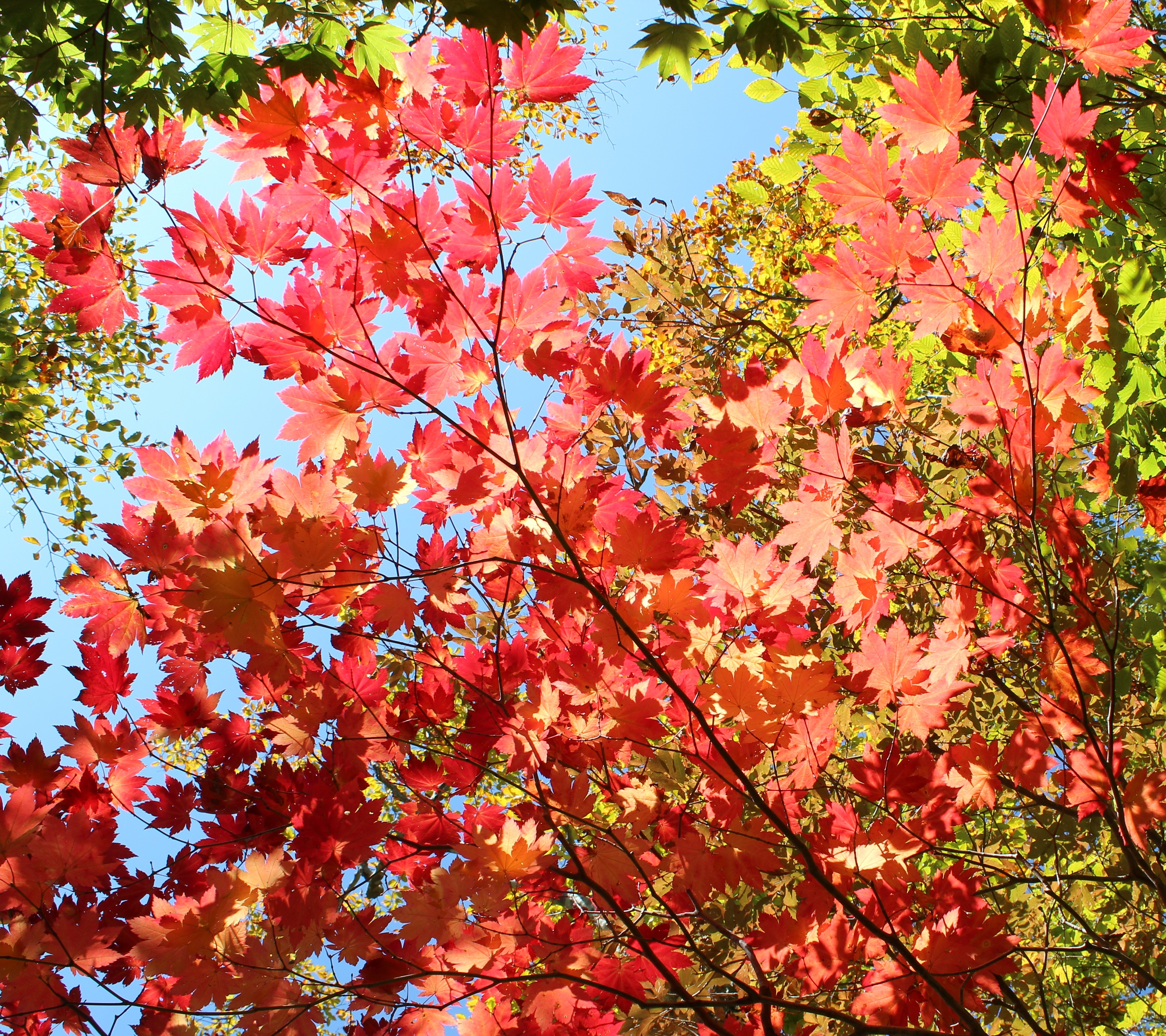
Erable du Japon
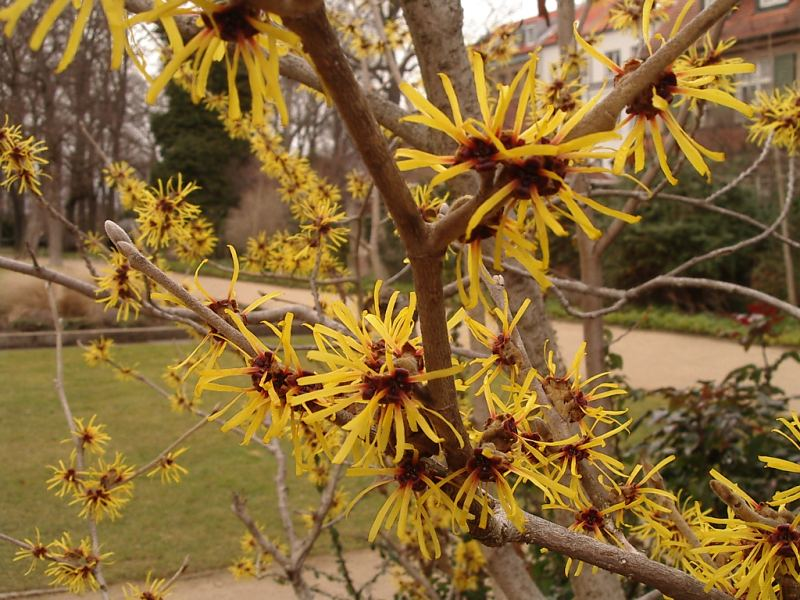
Hammamélis
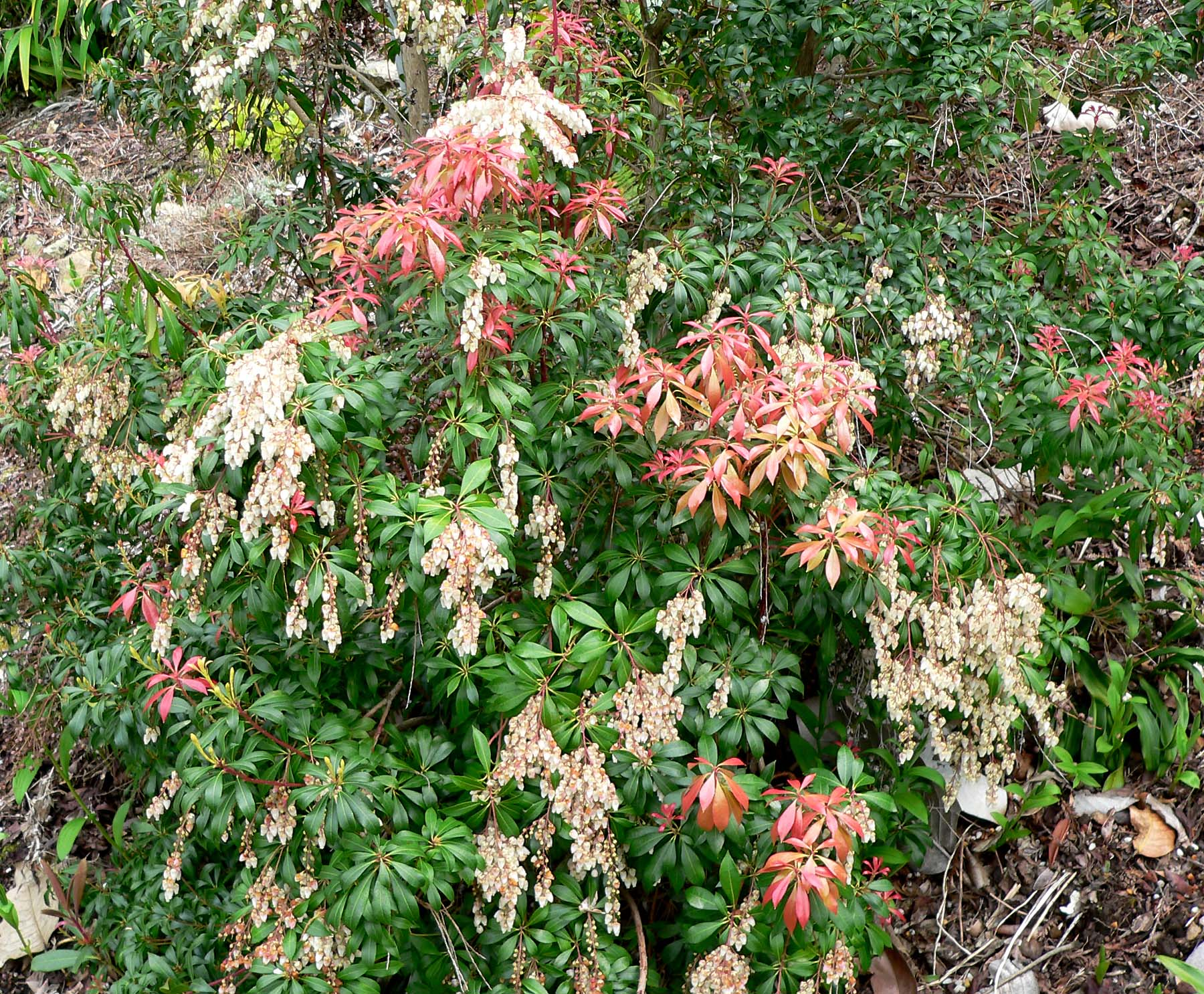
Pieris
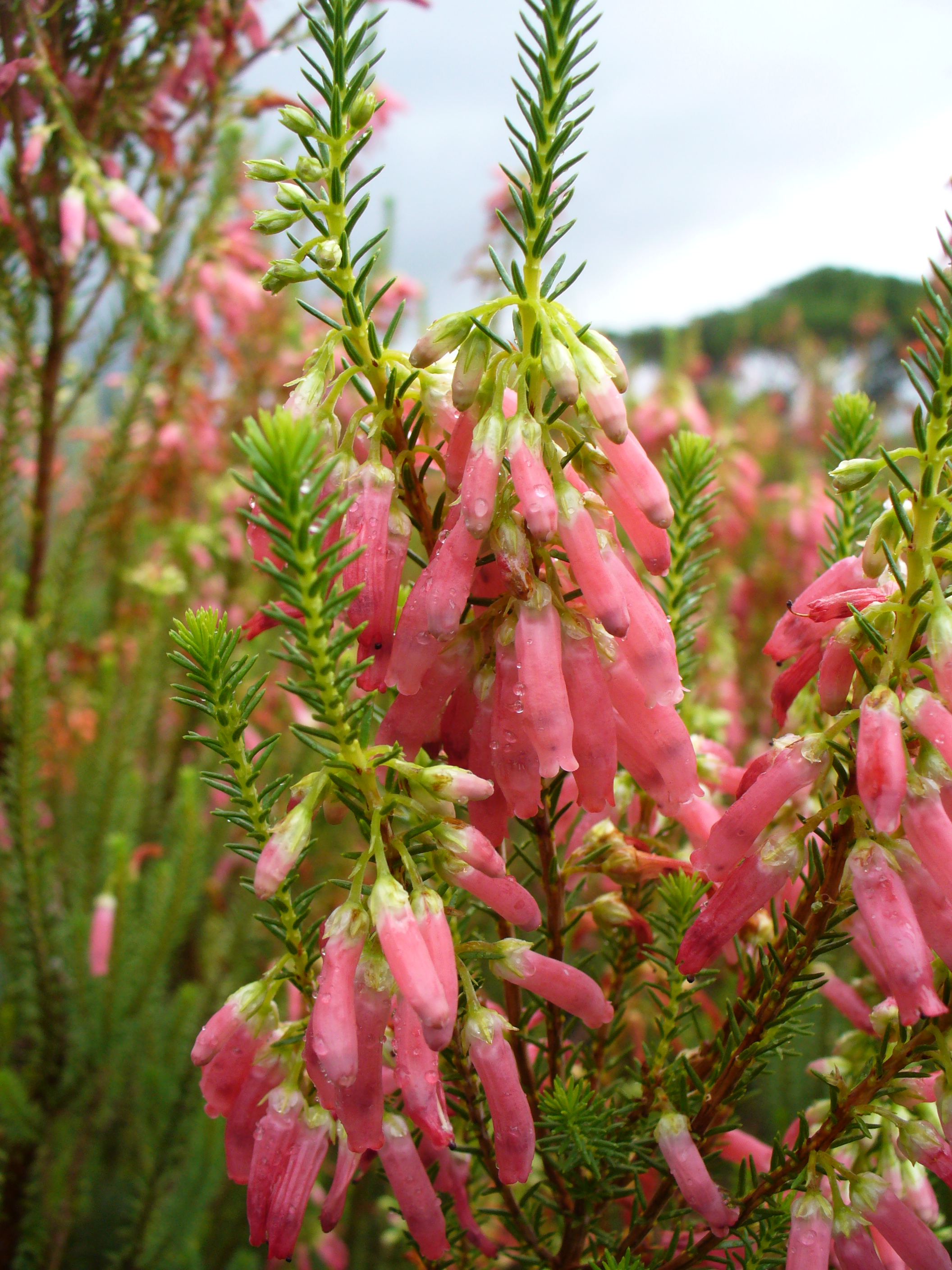
Bruyère
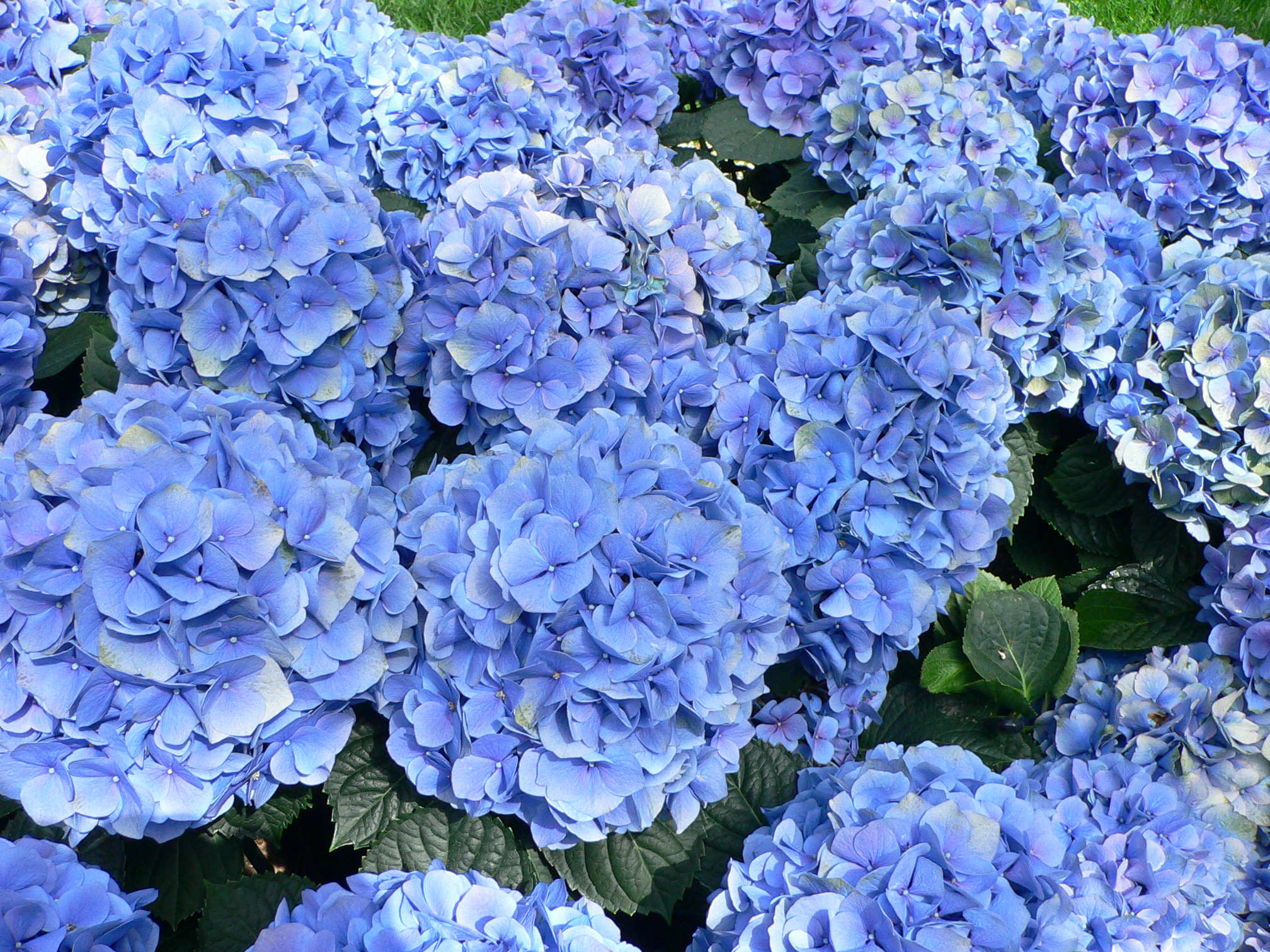
Hortensia bleu

## Utilisation
La terre de bruyère en usage horticole peut être employée avec les plantes dites du même nom, ou encore pour alléger un sol lourd ou argileux. Mélangée à de la terre de jardin, la terre de bruyère permet d'obtenir un substrat léger et drainant, préférable pour certaines plantes. 